# Communauté de communes du Ribéracois
La communauté de communes du Ribéracois (CCR) est une ancienne communauté de communes française située dans le département de la Dordogne, en région Aquitaine.

## Historique
La communauté de communes du Ribéracois a été créée le 29 décembre 1998.
Au 1er janvier 2013, les communes de Bertric-Burée et Chassaignes la rejoignent.
Par arrêté no 121324 du 6 décembre 2012, un projet de fusion est envisagé entre la communauté de communes du Ribéracois, celle des Hauts de Dronne, celle du Val de Dronne et celle du Verteillacois. La nouvelle entité, effective le 1er janvier 2014, porte le nom de communauté de communes du Pays Ribéracois, renommée en 2019 en communauté de communes du Périgord Ribéracois.

## Composition
En 2013, la communauté de communes du Ribéracois regroupait les communes suivantes :
1. Allemans
2. Bertric-Burée
3. Bourg-du-Bost
4. Chassaignes
5. Comberanche-et-Épeluche
6. La Jemaye
7. Petit-Bersac
8. Ponteyraud
9. Ribérac
10. Saint-André-de-Double
11. Saint-Martin-de-Ribérac
12. Saint-Méard-de-Drône
13. Saint-Vincent-de-Connezac
14. Siorac-de-Ribérac
15. Vanxains
16. Villetoureix

## Politique et administration
| Période                                  | Période       | Identité            | Étiquette | Qualité                        |
| ---------------------------------------- | ------------- | ------------------- | --------- | ------------------------------ |
| janvier 1999                             | avril 2008    | Jean-Paul Pichardie |           |                                |
| avril 2008                               | décembre 2013 | Rémy Terrienne      | PS        | Maire de Ribérac (depuis 2001) |
| Les données manquantes sont à compléter. |               |                     |           |                                |

## Compétences
L'arrêté préfectoral no 2013252-0007 du 9 septembre 2013 redéfinit les compétences de la communauté de communes :
- Aménagement de l'espace.
- Développement économique.
- Protection et mise en valeur de l'environnement.
- Logement et cadre de vie.
- Voirie.
- Équipements culturels et sportifs, et d'enseignement préélémentaire et élémentaire.
- Action sociale.
- Prestations de service.

### Sources
- Le SPLAF (Site sur la Population et les Limites Administratives de la France)
- La base ASPIC de la Dordogne - (Accès des Services Publics aux Informations sur les Collectivités)